# Courmayeur
Pour les articles homonymes, voir Courmayeur (homonymie).
Courmayeur est une commune italienne alpine de la haute région Vallée d'Aoste.

## Toponymie
Courmayeur est mentionné comme Curia majori à plusieurs reprises entre 1233 et 1381. Au XVIIe siècle, Magini et Sanson le dénomment Corte Maggiore (1620) et Cormoyeu (1648) respectivement. Ensuite l'on rencontre Cormaior (Borgonio, 1680), Cormaior (Vissher, 1695), Cormaggior (L'Isle, 1707), Cormaior (Stagnoni, 1772), et  Cormaieur (Martinel, 1799). Depuis 1860 est fixé l'orthographe actuelle d'après le célèbre ouvrage La Vallée d'Aoste d'Édouard Aubert, confirmé par l'abbé Henry (Histoire populaire de la Vallée d'Aoste, 1929) et par l'abbé Gorret (Guide de la Vallée d'Aoste, 1877).
 Après l'Italianisation des toponymes de la Vallée d'Aoste  mise en œuvre par les fascistes, depuis 1939, la ville s'appelle Cormaiore pendant la dernière période du fascisme, et le toponyme Courmayeur est rétabli en 1946, avec l'instauration de la république italienne.
La carte d'Ortelius (1579) et celle du Parergon (1590) citent Courmayeur comme Auri Fodinæ, c'est-à-dire « mines aurifères », en raison de l'exploitation de l'or à cette époque dans le val Ferret.
Jean-Dominique-Marie Mollo, médecin juré des États du duché d'Aoste, voyait dans le nom de Courmayeur, le latin Curia Mayor en se basant sur la latinisation médiévale Curia majori. Il l'expliquait par l'existence d'une Cour de justice établie à Courmayeur à cause du grand nombre de personnes arrivées pour se dédier à l'exploitation des mines et à la métallurgie qui s'y rattache. Le nom Courmayeur indiquerait aussi un lieu d'assises du temps des Romains où se tenaient les assemblées des notables.
L'abbé Henry (Histoire populaire de la Vallée d'Aoste, 1929), émet l'hypothèse que Courmayeur puisse dériver également du latin Culmen majus « grande cime » pour un pays situé au pied d'une grande montagne, bien entendu, le Mont Blanc. Cependant, il ajoute à propos de la forme Curia majori que l'origine du terme ecclésiastique Curia est obscure : il suggère que Curia majori soit une mauvaise transcription médiévale de Curtis mayor, où curtis indiquait un ensemble de fermes.
L'ethnologue courmayeurin Jules Brocherel voit dans Curia majori une mauvaise latinisation de Cortem Majorem, indiquant une ferme, « une grande majeure », un fief se distinguant par son étendue et par son importance par rapport aux limitrophes du Valdigne. En outre, dans son Essai de toponymie de la Suisse romande, Henri Jaccard cite une localité de la commune de Vollèges appelée Cormayeux, qui signifie « grande ferme ».
Ces hypothèses étymologiques appellent plusieurs remarques : la plus ancienne basée sur une interprétation littérale de la forme latine, n'a pas de fondement. En effet, curia, à savoir cūria, ne peut pas expliquer le premier élément Cour- de Courmayeur, car c'est phonétiquement impossible : le [u] long latin a forcément donné un [y] en gallo-roman (cf. pūra > pure). En outre, la présence d'un [i] devant le [a] de la seconde syllabe, a provoqué la diphtongaison de la voyelle de la syllabe précédente, ça aurait donné * cuire. De même corium a donné cuir, * sūdia > suie, etc. Quant à l'hypothèse Culmen majus, en réalité * Culmen majus puisque cette forme n'est pas attestée, elle n'est étayée par aucune comparaison toponymique et surtout, impossible phonétiquement. En revanche, les autres propositions convergent toutes, puisque le bas latin cōrtem est aussi donné sous la forme curtis par les linguistes avec le sens de « cour de ferme ».
Amilcar Bertolin, se fondant sur des études de George Montandon, affirme que la forme en patois valdôtain Corméyaou indique une racine pré-romaine * korm, nom fossile très répandu dans les Alpes. Il reprend en partie les travaux de Charles Rostaing qui identifie un élément oronymique pré-latin * corm, par exemple dans Courmes (Alpes-Maritimes, Corma 1176).
Le hameau Entrèves, au contraire, signifie « Entre les eaux », à savoir celles de la Doire de Vény et de la Doire de Ferret.
Les toponymes Ferret et Val Vény sont d'origine obscure, même si ces deux noms pourraient se référer à des noms propres (Vény < * Veniacum, * Vendiacum ?)
Un décret signé le 31 décembre 2013 par le président de la junte régionale prévoit l'organisation d'un référendum le 1er juin 2014 visant la modification de l'article 1 du premier alinéa de la loi régionale du 9 décembre 1976, numéro 61 (Dénomination officielle des communes de la Vallée d'Aoste et protection de la toponymie locale) et le changement de la dénomination de la commune en « Courmayeur-Mont-Blanc ». Le quorum n'ayant pas été atteint, la dénomination demeure inchangée.

## Géographie

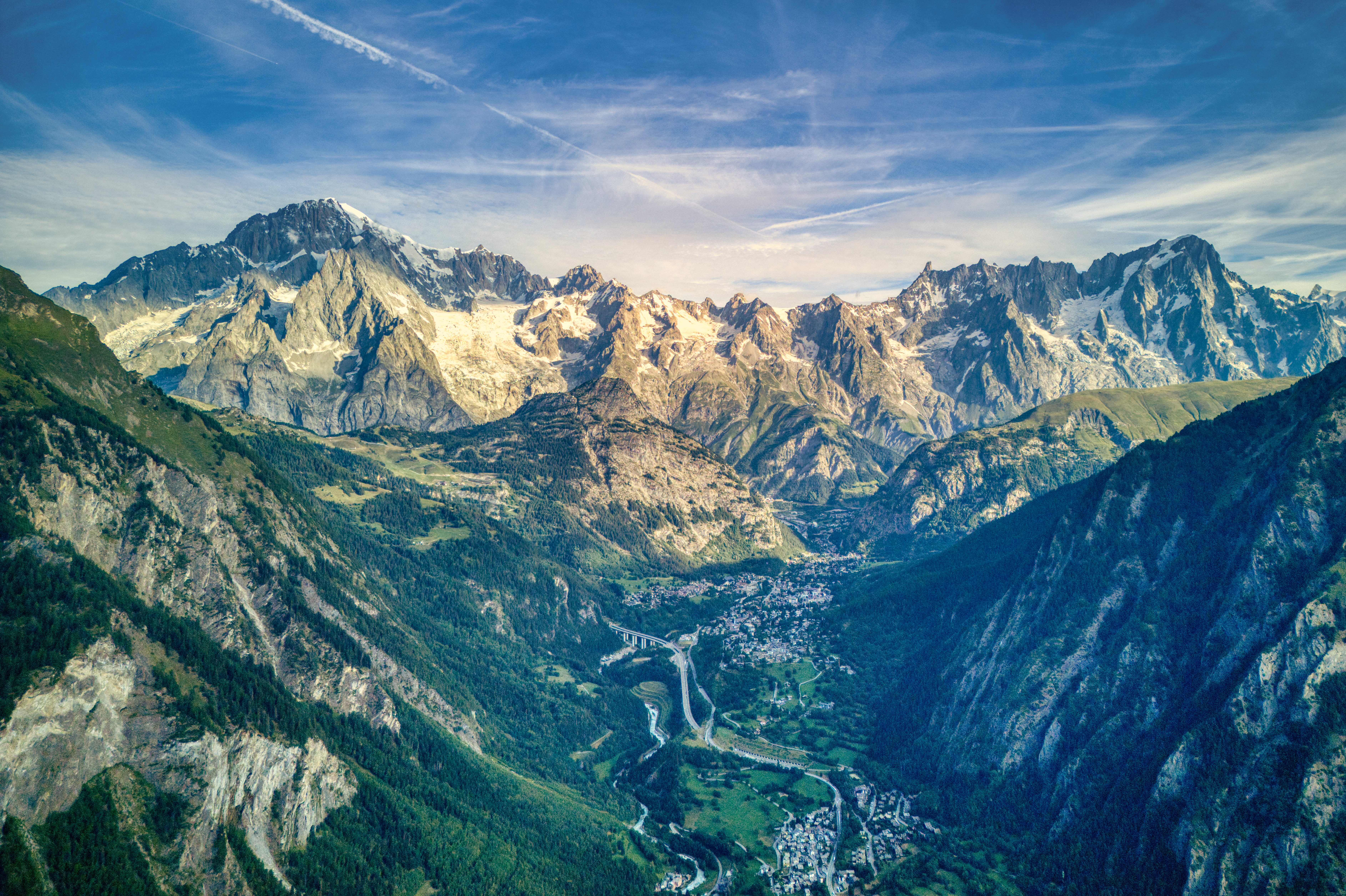
Le mont Blanc et Courmayeur

Localisation de la commune de Courmayeur à l'intérieur de la Vallée d'Aoste.

Courmayeur est située au pied du massif du Mont-Blanc, aux sources de la Doire Baltée, dans le haut Valdigne. Avec une superficie de 209,61 km2, elle est la deuxième commune la plus étendue de la région, après Cogne.
Le mont Blanc est en partie situé sur la commune, ce qui fait de Courmayeur la commune la plus haute d'Italie et, avec Chamonix, de l'Europe occidentale.
Le tracé de la frontière franco-italienne est contesté par l'IGN. Le tracé IGN passe par une ligne de crête au sud du sommet du mont Blanc, et cette partie entre la frontière et la crête sommitale est attribuée à la commune française de Saint-Gervais-les-Bains. Selon la  Convention de délimitation entre la France et la Sardaigne, conclue à Turin le 7 mars 1861, la frontière passe par le sommet du mont Blanc, et ce sommet serait donc partagé entre Chamonix et Courmayeur.
Le versant italien du Mont Dolent, point frontière entre la Suisse, la France et l'Italie, se trouve sur la commune.
La commune se trouve au débouché du tunnel du Mont-Blanc. Elle est dominée par le mont Chétif, sur le sommet duquel se trouve une statue de la Sainte-Vierge, bénie personnellement par le pape Jean-Paul II.

### L'éboulement de La Saxe
L'éboulement du mont de La Saxe, au-dessus du hameau du même nom et visible depuis les hameaux d’Entrèves et de La Palud, est considéré comme l'un des plus intéressants d'Italie (8 400 000 m3).

## Histoire
La renommée internationale de Courmayeur a été liée au début au tourisme thermal au XVIIe siècle, avec ses quatre sources d'eaux sulfureuses. Au milieu du XIXe siècle, les rois d'Italie y séjournaient régulièrement.
Ensuite, la renommée de Courmayeur s'étend au niveau international à l'époque de la naissance de l'alpinisme. En particulier lorsqu'aux années 1770 l'alpiniste et botaniste Horace-Bénédict de Saussure décide d'ouvrir une voie au mont Blanc, le guide Jean-Laurent Jordaney, originaire de Pré-Saint-Didier et surnommé Patience, l'accompagne sur le glacier du Miage et sur le mont Crammont. En 1786, les chamoniards Michel Paccard et Jacques Balmat conduisent Horace-Bénédict de Saussure à la conquête du mont Blanc. Courmayeur s'impose dès lors comme capitale de l'alpinisme italien, avec la fondation en 1850 de la Société des guides de Courmayeur-Mont-Blanc, la première d'Italie. Les guides courmayeurins sont les plus célèbres du Val d'Aoste, avec ceux du Breuil et ceux de Champoluc.
À partir du XXe siècle, à la suite de la construction des implantations de ski, Courmayeur est devenue l'une des plus importantes stations de ski valdôtaines, avec Breuil-Cervinia, et de l'arc alpin en général.

## Politique et administration
| Période                                  | Période          | Identité           | Étiquette                        | Qualité                    |
| ---------------------------------------- | ---------------- | ------------------ | -------------------------------- | -------------------------- |
| 13 novembre 2007                         | 27 novembre 2017 | Fabrizia Derriard  |                                  | Syndique                   |
| 27 novembre 2017                         | 19 août 2020     | Stefano Miserocchi | Liste civique Esprit Courmauyeur | Syndic                     |
| 18 août 2020                             | 8 novembre 2020  | Andrea Cargnino    |                                  | Commissaire extraordinaire |
| 9 novembre 2020                          | En cours         | Roberto Rota       | Liste civique                    | Syndic                     |
| Les données manquantes sont à compléter. |                  |                    |                                  |                            |

## Monuments et lieux d'intérêt

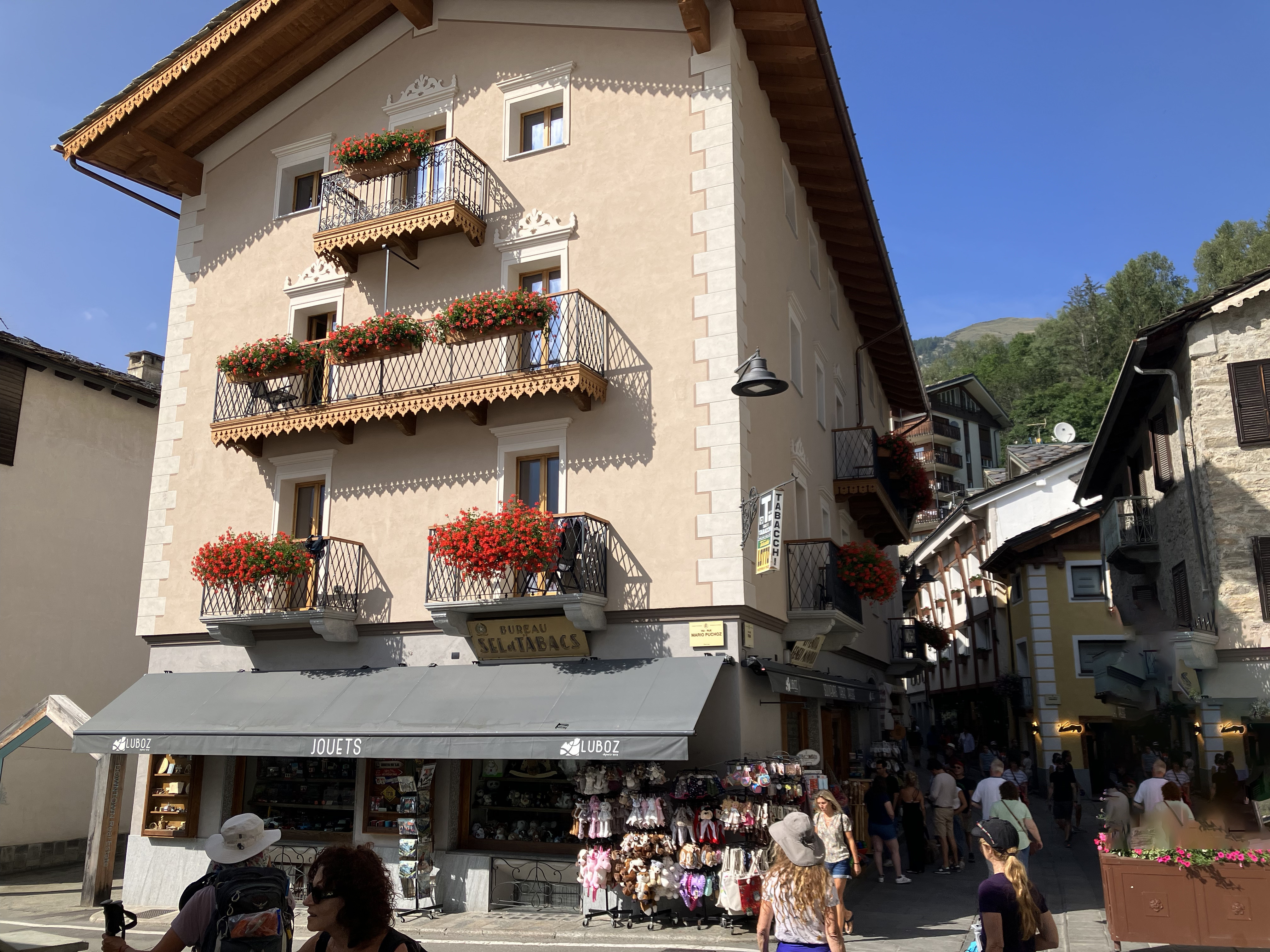
Le croisement entre la rue Puchoz et la rue de Rome.

- Sur la place abbé Henry, le musée alpin Duc des Abruzzes, dédié aux guides de montagne courmayeurins, et siège de la Société des guides alpins de haute montagne.
- Le musée transfrontalier du mont Blanc (4, rue Puchoz - Jardin de l'ange).
- L'exposition des cristaux du mont Blanc, au pavillon de la Pointe Helbronner.
- À Plan-Gorret, le jardin botanique alpin Abbé Henry, dédié à Joseph-Marie Henry, curé et illustre botaniste, originaire de Courmayeur.

### Architecture religieuse
- L'église paroissiale Saint-Pantaléon, sur la place Joseph-Marie Henry.
- Le sanctuaire Notre-Dame-de-Guérison, à l'embouchure du Val Vény.

### Architecture militaire
- Le château de Courmayeur, aujourd'hui en ruines
- La maison forte Passerin d'Entrèves
- La tour Malluquin, sur la place Petigax
- La maison forte Piquart de la Tour, aujourd'hui transformée en hôtel

### Architecture civile
- Au hameau de Dolonne, les ruines de la maison Favre, une ancienne famille noble originaire du Valais, qui a été l'objet de plusieurs modifications, avec le blason de la maison de Savoie, celui des Favre, la croix de Malte, le lys de France, le monogramme du Christ, ainsi que d'autres figures[9].
- Au hameau de Dolonne, la maison Derriard, ayant appartenu à la famille noble valdôtaine éponyme[10], dont le blason figure dans la salle des Écussons de la tour de Ville à Gressan.

## Personnalités liées à Courmayeur

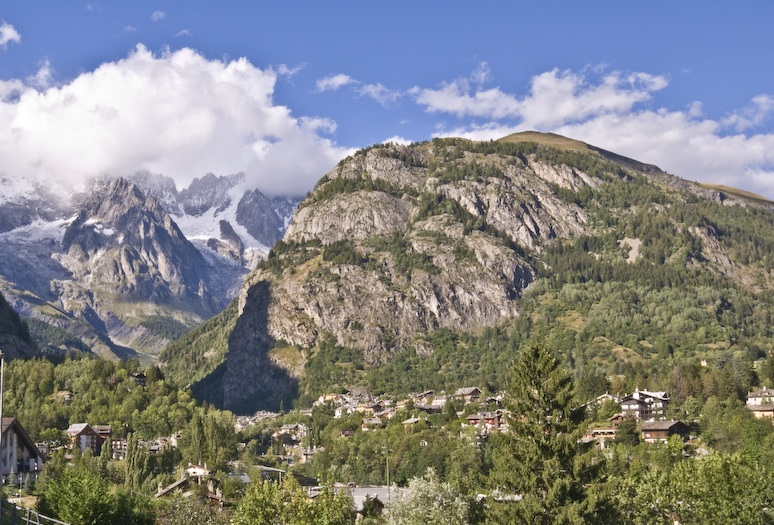
Vue du chef-lieu. À l'arrière-plan, le mont de la Saxe et le massif du Mont-Blanc.

- Walter Bonatti - alpiniste et photographe
- Joseph-Marie Henry - curé, alpiniste et botaniste
- Émile Rey - guide de haute montagne et alpiniste
- Mario Puchoz - alpiniste
- César Ollier - guide de haute montagne
- Laurent Grivel, guide et forgeron
- Laurent Croux - guide de haute montagne
- Jules Brocherel - ethnologue, alpiniste, explorateur et fondateur du Système valdôtain des bibliothèques
- Alexis Brocherel - guide et alpiniste
- Richard Pramotton - skieur
- Adolphe Rey - guide de haute montagne

## Économie
Courmayeur fait partie de l’unité des communes valdôtaines du Valdigne - Mont-Blanc.

### Tourisme
L'économie de Courmayeur se fonde surtout sur le tourisme, aussi bien en hiver qu'en été. Les hôtels les plus réputés sont l’hôtel Royal (fermé en été), l’hôtel Pavillon, l’auberge de la Maison (située à Entrèves), la Villa Novecento.
Les implantations de ski se trouvent à Plan-Chécrouit et au val Vény, elles peuvent être rejointes par une télécabine près du hameau Dolonne, par un téléphérique au départ de Courmayeur et par un téléphérique au départ d'Entrèves.

#### Domaine skiable
Un très grand domaine skiable a été aménagé. Il compte 95 km de pistes. Il est implanté sur deux versants, délimité par une crête ainsi que le mont Chétif (2 343 m).
L'un, de Plan Chécrouit (1 704 m), est particulièrement orienté face au soleil et à Courmayeur, sur une zone peu forestière. Les pistes y sont relativement larges et plus fréquentées. On y accède depuis Courmayeur même (1 224 m), à l'aide d'un téléphérique doté depuis 1978 de cabines de 134 places, ou du télécabine 8-places plus moderne de Dolonne un peu plus haut sur les pentes, d'où la première piste arrive.
Le deuxième versant, qui communique en divers endroits avec le premier, peut y être accédé depuis Entrèves (1 299 m), également via un téléphérique de 76 places construit en 1971. Plusieurs télésièges, partant tous du fond de vallée - Zerotta en est le point le plus bas - desservent diverses pistes tracées directement dans la forêt. Moins ensoleillé et relativement moins fréquenté, ce sous-domaine propose une neige relativement moins transformée par le passage des skieurs.
Le sommet du domaine est accessible à l'aide de deux téléphériques construits dans les années 1960. Si le premier, aux cabines de 26 places, dessert encore une piste, le deuxième, aux cabines de 15 places, rejoint la Crête d'Alp et implique pour les skieurs s'y rendant de redescendre ensuite via un itinéraire hors-piste. Le débit horaire de ces deux remontées est limité, ce qui est en phase avec le public cible - piétons et freeriders - plus réduit les empruntant. Un itinéraire rejoint le fond de vallée, puis après un parcours imposant de pousser relativement longuement sur les bâtons, le télésiège partant de Zerotta (1 525 m).
La saison d'exploitation hivernale commence généralement début décembre, et se termine à la mi-avril.
Il est également possible de skier sur près de 20 km de long dans la Vallée Blanche, qui rejoint Chamonix, en empruntant la remontée mécanique Skyway Mont Blanc depuis La Palud.

### L'eau minéraleCourmayeur
Elle jaillit à 1 224 mètres d’altitude (source Youlaz) et se vend uniquement en France et en Italie (seulement en Vallée d'Aoste, pas dans le reste du pays).

## Événements
- Foire de la Pâquerette, foire de l'artisanat local.
- Festival Celtica, au bois du Peuterey au val Vény.
- Lo Mâtzón[11] (en patois courmayeurin, mâchon  ou casse-croûte[12]) - foire de produits typiques locaux.

### Le festival international du film noir
Courmayeur est le siège du Courmayeur Noir In Festival, un festival du cinéma noir de renommée internationale, se déroulant au mois de décembre.

### Événements sportifs
Courmayeur a été le siège du Trophée Vallée d'Aoste de volley-ball féminin de 2004 à 2008.
Il accueille chaque année l'Open de la Vallée d'Aoste.
Le Tor des Géants, compétition d'endurance trail, a pour point de départ et d'arrivée la place Abbé-Henry.
Courmayeur est aussi le départ de la CCC lors de l'Ultra-Trail du Mont-Blanc.
Courmayeur a accueilli les championnats du monde de biathlon 1959.
L'arrivée de la 14e étape du Tour d'Italie 2019 fut également jugée à Courmayeur. Richard Carapaz y réalisait un coup double, remportant l'étape et endossant le maillot rose.

## Activités sportives
C'est un lieu renommé pour l'alpinisme et le ski, ainsi que pour la randonnée en été. C'est une station d'étape du tour du Mont-Blanc.
Courmayeur est aussi renommé pour ses équipes de hockey sur glace, qui jouent leurs matchs à la patinoire de Dolonne :
- le Hockey Club Lions Courmaosta ;
- le Hockey Club Les Aigles du Mont-Blanc.

### Sports traditionnels
Dans cette commune se pratique le palet, l'un des sports traditionnels valdôtains.

## Vallées latérales du massif du Mont-Blanc
- Le Val Vény : en direction sud-ouest, il remonte vers le lac de Combal (lac morainique), puis vers le glacier du Miage (2 020 m, source de la Doire Baltée). Il se termine par le col de la Seigne qui rejoint la vallée des Glaciers puis celle des Chapieux (commune de Bourg-Saint-Maurice).
- Le Val Ferret : s'étendant vers le nord-est au pied des Grandes Jorasses et remontant vers les hameaux Lavachey et Arnouvaz jusqu'aux Petit et Grand col Ferret.

## Infrastructures et transports

### Liaison téléphérique versChamonix-Mont-Blanc
Du hameau Pontal d'Entrèves, un téléphérique nommé Skyway Monte Bianco, construit entre 2012 et 2015 en remplacement de l'ancien téléphérique, monte dans le massif du Mont-Blanc à la pointe Helbronner. De là, la télécabine Panoramic Mont-Blanc survole le glacier du Géant jusqu'à l'aiguille du Midi où deux tronçons de téléphériques permettent de rejoindre Chamonix-Mont-Blanc.
Le parcours : mont Fréty (2 174 m), pointe Helbronner (3 462 m), aiguille du Midi (3 795 m), plan de l'Aiguille (2 310 m).

### Liaisons routières
Courmayeur est reliée à l'Italie par l'autoroute A5, et à la France par le tunnel du Mont-Blanc. Elle se trouve à 100 km de Genève et à 250 km de Lyon.

## Galerie de photos

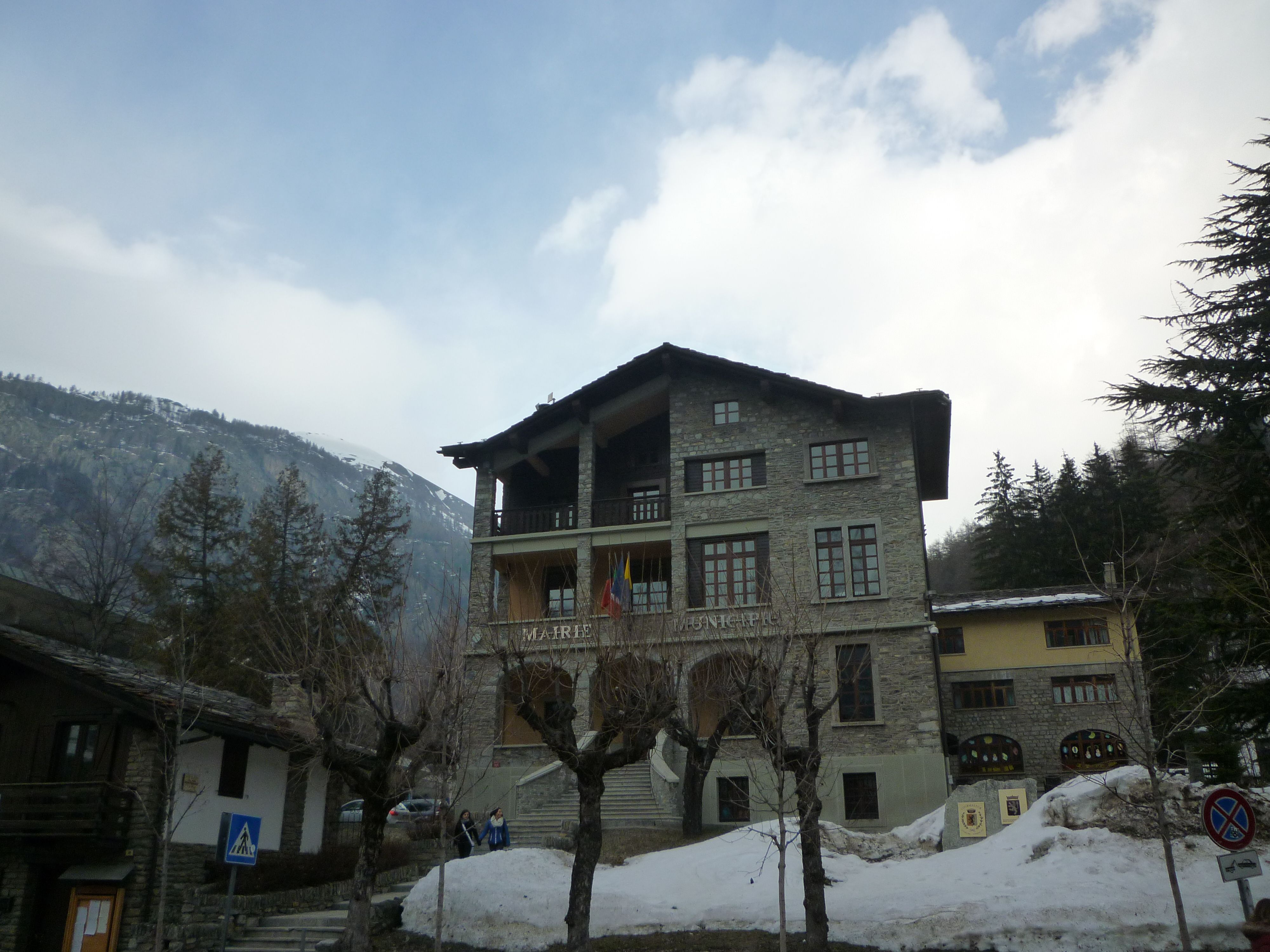
La maison communale.
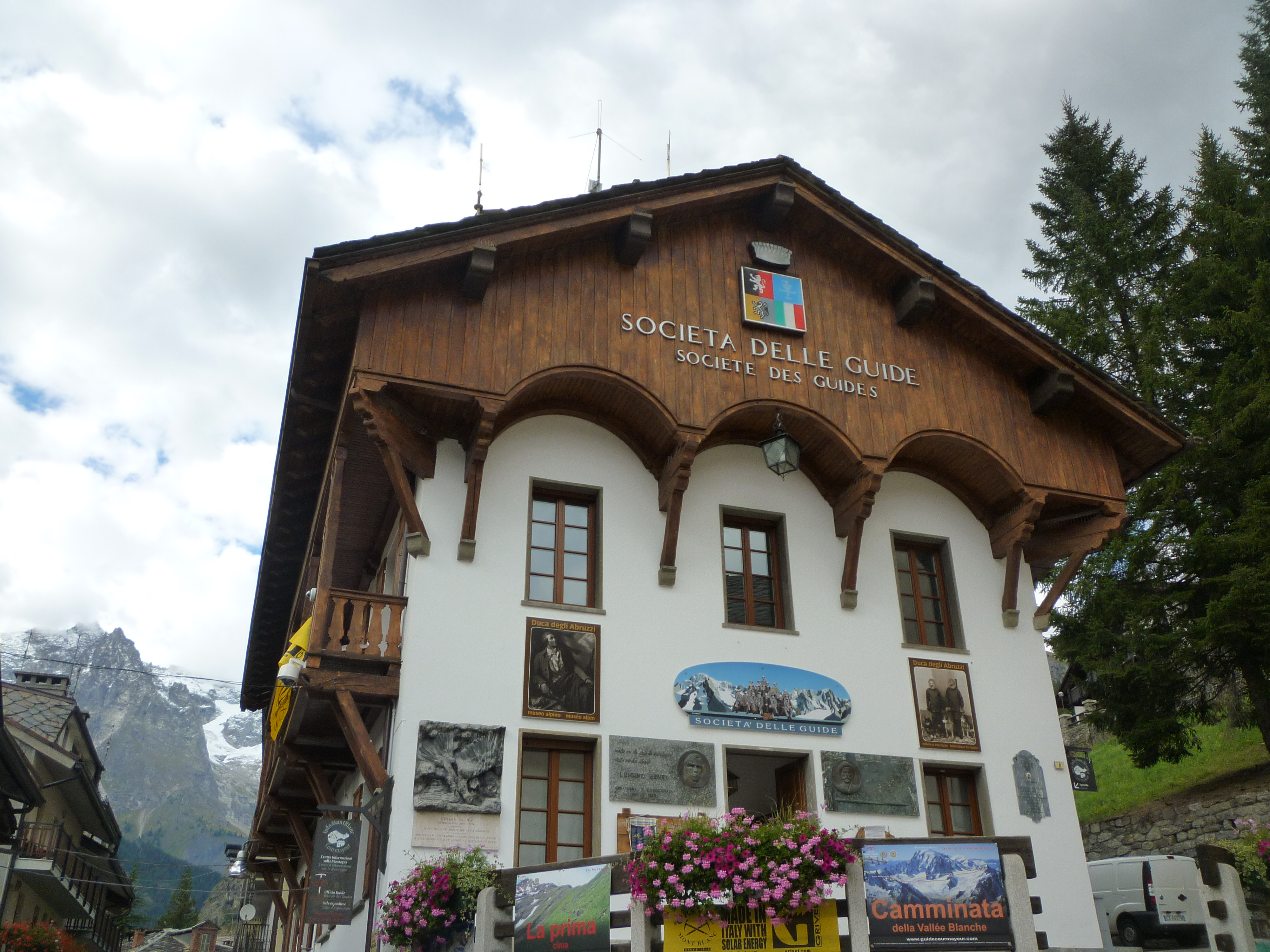
Le siège de la société des guides de Courmayeur-Mont-Blanc et du musée alpin « Duc des Abruzzes ».
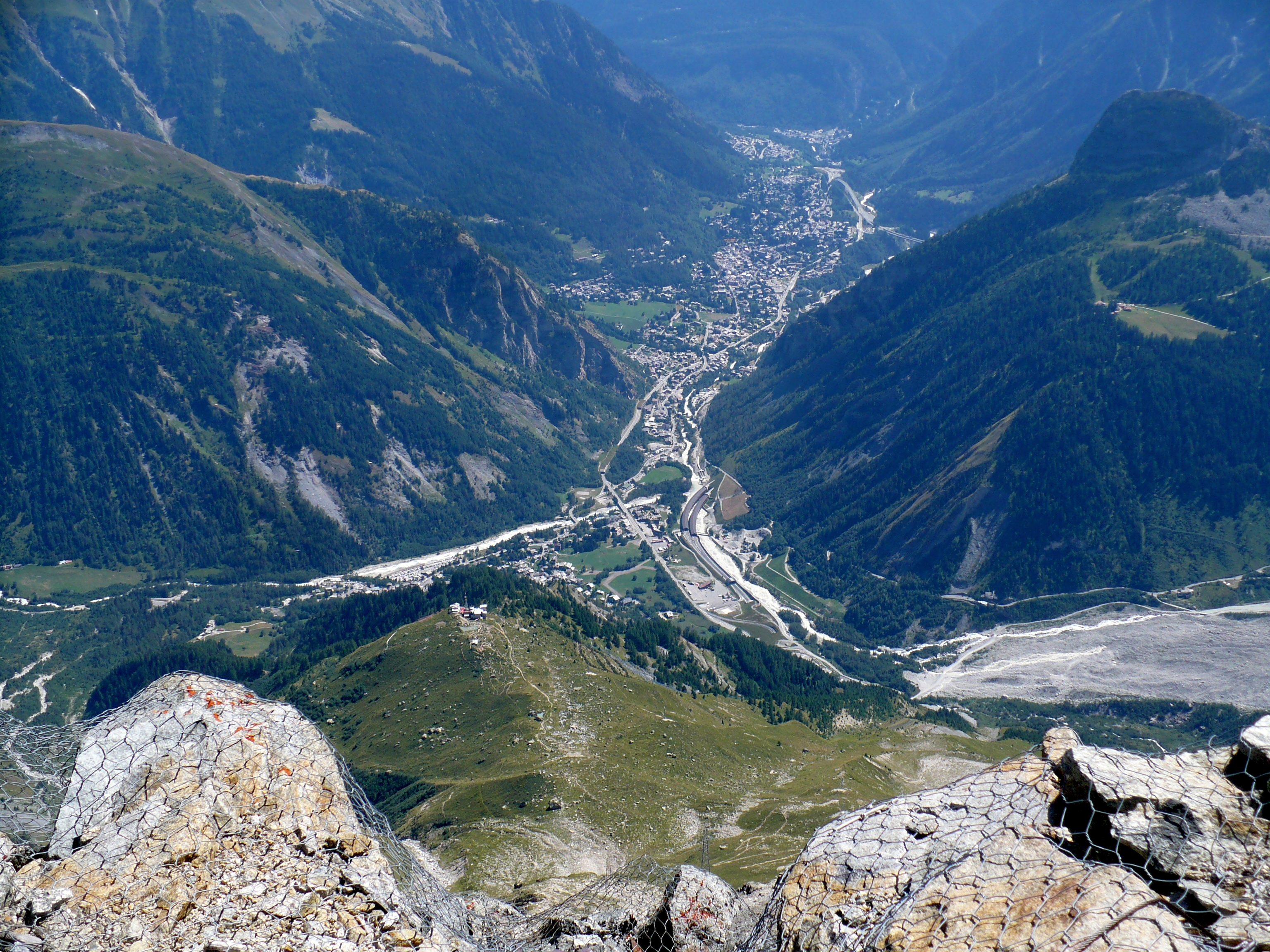
Courmayeur vue du refuge Turin. Au centre, le début de l'autoroute A5 entrant par le tunnel de Dolonne. Sur la droite on entrevoit le mont Chétif. Au fond on aperçoit Pré-Saint-Didier.
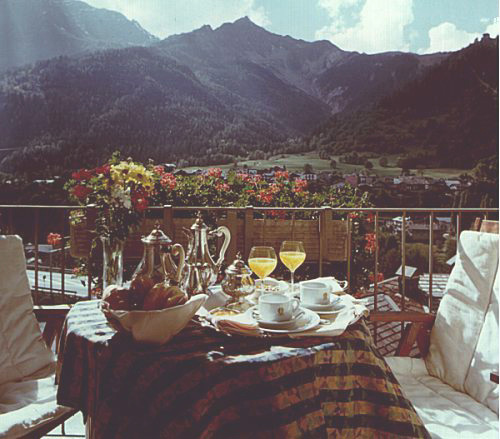
Petit-déjeuner dans un hôtel à Courmayeur.
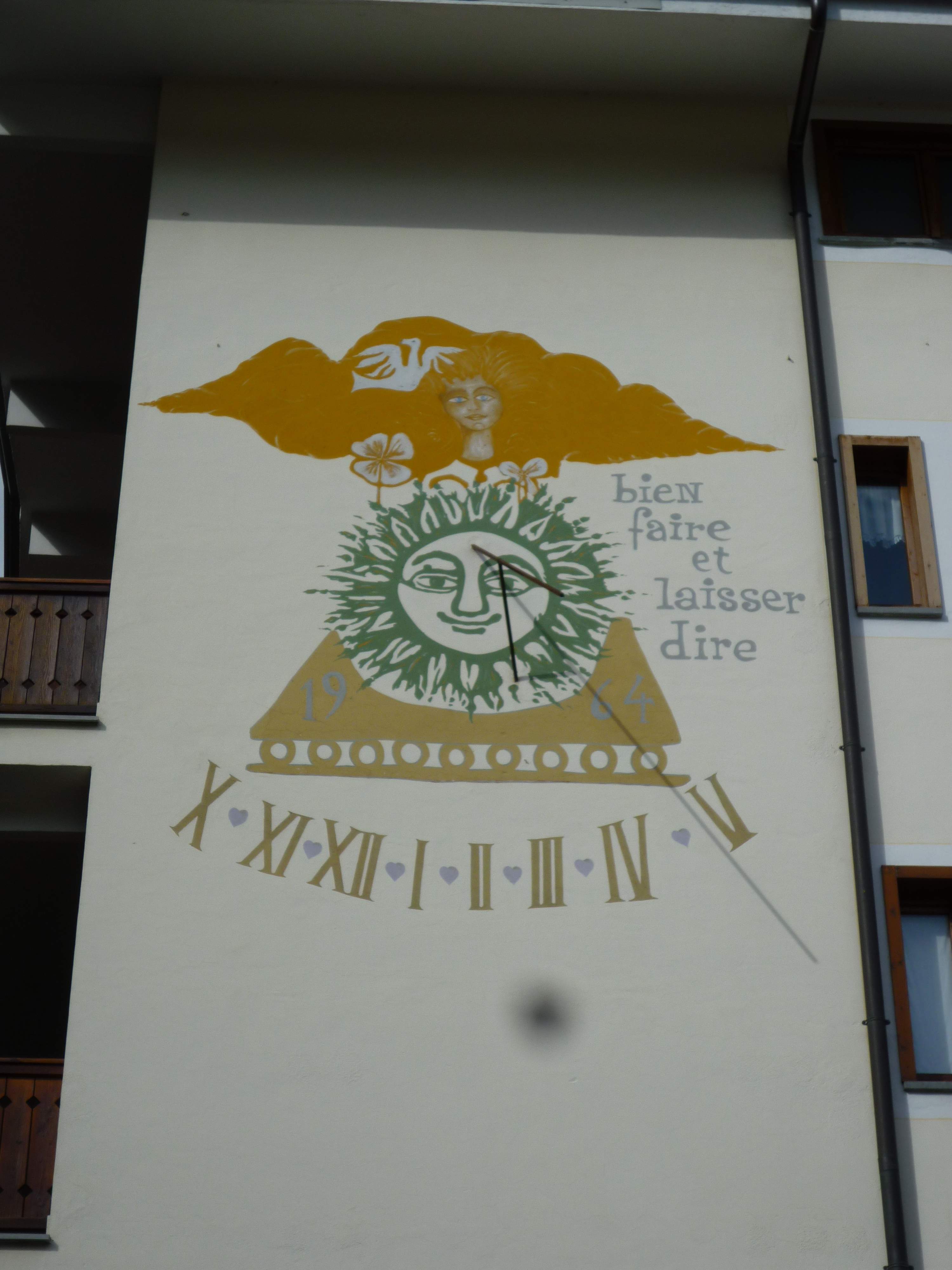
Cadran solaire sur une maison, rue de Rome.
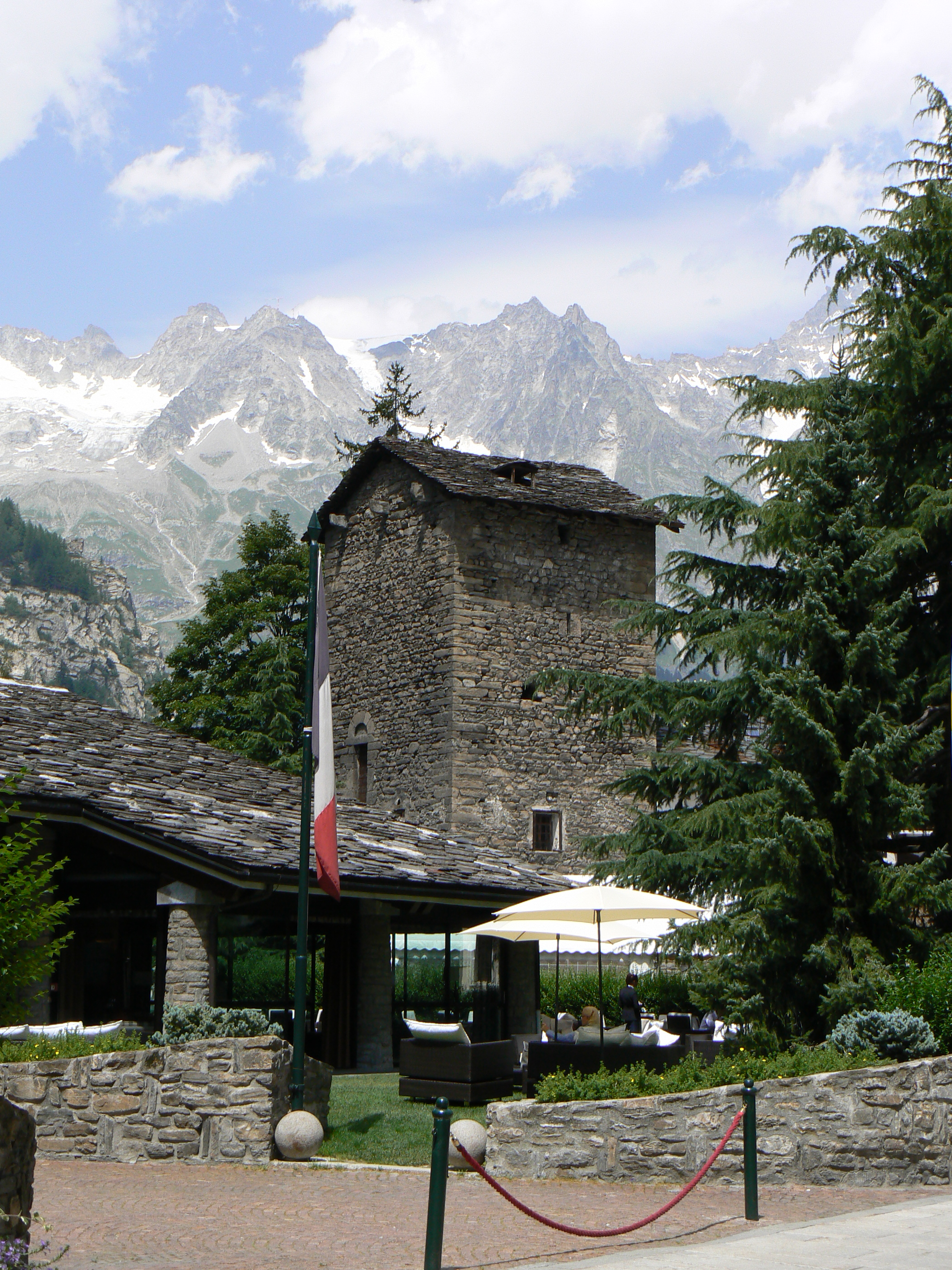
La tour Malluquin.
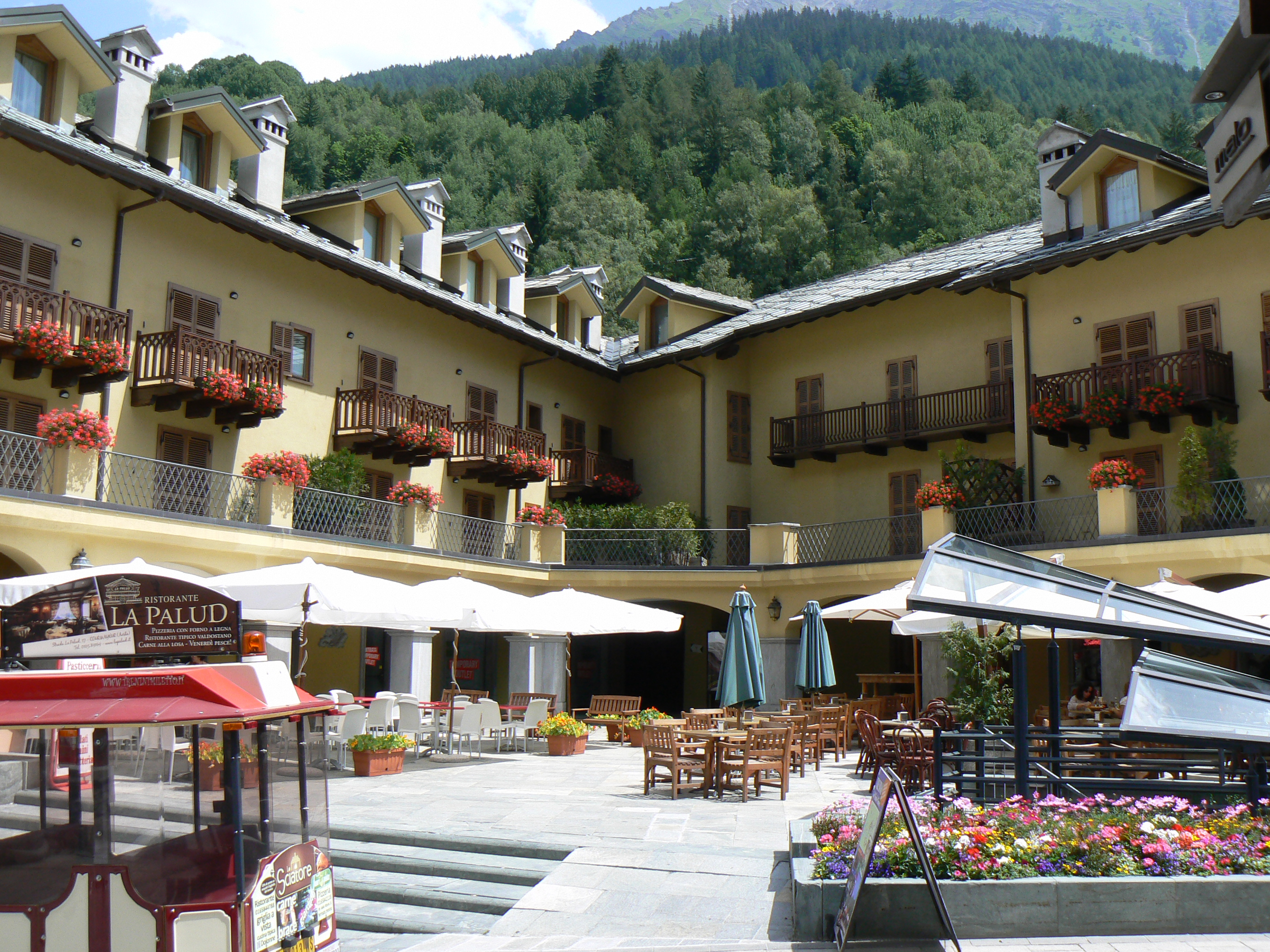
La place où se situait autrefois la maison forte Piquart de la Tour.
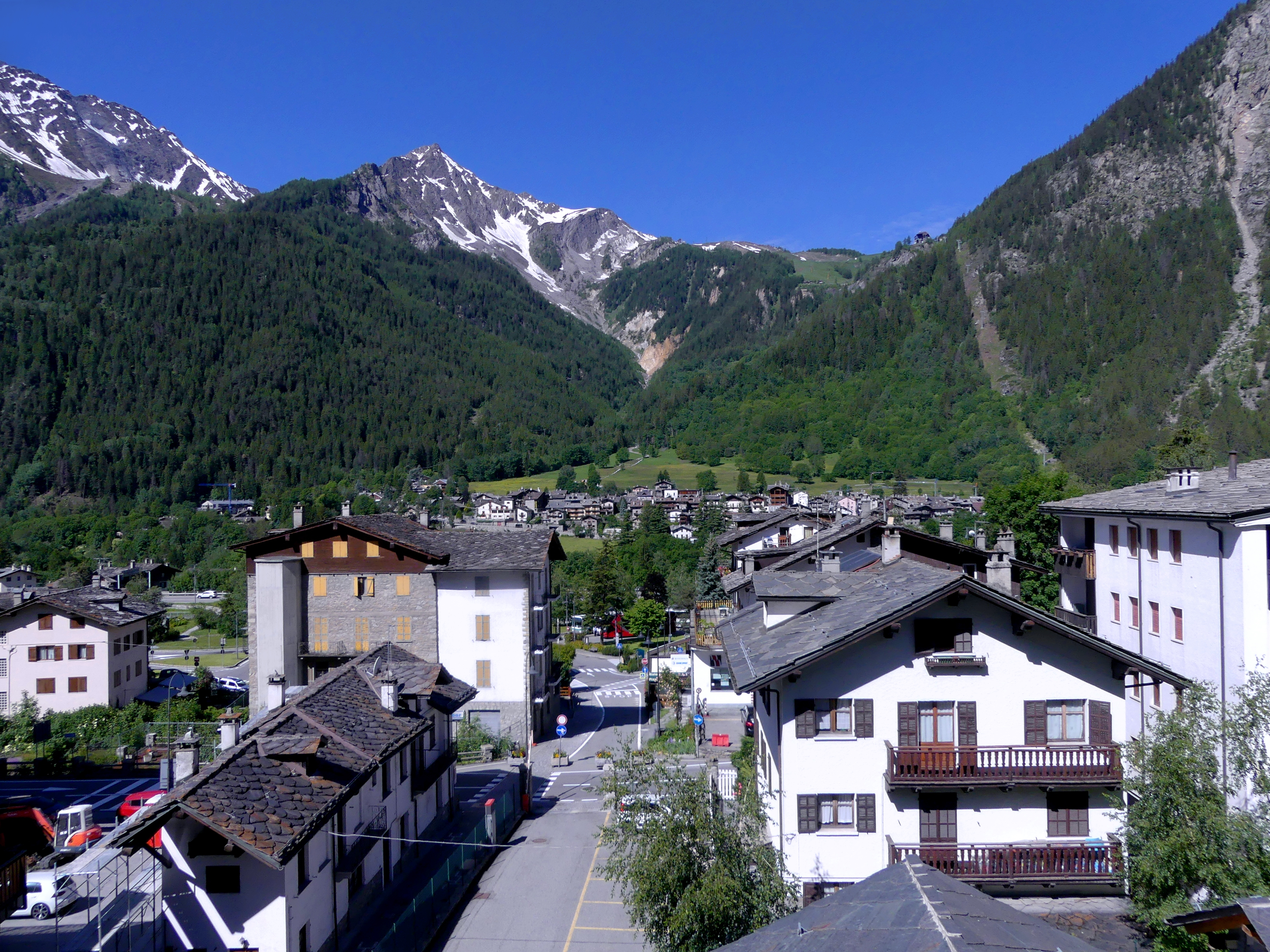
Vue sur le village depuis la terrasse de la place Abbé-Henry ; à l'arrière-plan le hameau Dolonne.

### Jumelages
- Chamonix-Mont-Blanc (France) depuis le 22 mai 1966

### Hameaux
Les hameaux de Courmayeur sont les suivants (la version en francoprovençal valdôtain est en italique entre parenthèses) :
- Dolonne (Dolénna), Entrèves (Euntréve), La Palud (La Palu), Villair Dessous (Lo Velé-Dézó), Villair Dessus (Lo Velé-Damón), Larzey (Lo Lazèi), Entrelevie (Éntrelvie), La Villette (La Veletta), La Saxe (La Saha), Planpincieux, Lavachey, La Visaille (La Veusaille), Arnouvaz (Arp nouva).

### Communes limitrophes
Bourg-Saint-Maurice (FR-73), Chamonix-Mont-Blanc (FR-74), La Salle, La Thuile, Les Contamines-Montjoie (FR-74), Morgex, Orsières (CH-VS), Pré-Saint-Didier, Saint-Gervais-les-Bains (FR-74), Saint-Rhémy-en-Bosses.

### Évolution démographique
Habitants recensés